# Digitaria sacculata
Digitaria sacculata är en gräsart som beskrevs av Clayton. Digitaria sacculata ingår i släktet fingerhirser, och familjen gräs. Inga underarter finns listade i Catalogue of Life.